# Potterhanworth Booths
Potterhanworth Booths – przysiółek w Anglii, w hrabstwie Lincolnshire, w dystrykcie North Kesteven. Leży 11 km na południowy wschód od Lincoln i 189 km na północ od Londynu.